# Bryum pallidoviride
Bryum pallidoviride är en bladmossart som beskrevs av Jules Cardot 1905. Bryum pallidoviride ingår i släktet bryummossor, och familjen Bryaceae. Inga underarter finns listade i Catalogue of Life.